# Marienwerder Kleinbahnen
| Strecke (außer Betrieb)                                                                                              |       | von Groß Falkenau, (pl. Wielkie Walichnow)                  | von Groß Falkenau, (pl. Wielkie Walichnow)                  |
| Bahnhof (Strecke außer Betrieb)                                                                                      | 0,0   | Mareese (pl. Mareza)                                        | Mareese (pl. Mareza)                                        |
| Strecke (außer Betrieb) · Kopfbahnhof Streckenanfang (Strecke außer Betrieb)                                         | 3,4   | Marienwerder Klbhf (pl. Kwidzyn Wąskotorowy)                | Marienwerder Klbhf (pl. Kwidzyn Wąskotorowy)                |
| Abzweig geradeaus und nach links (Strecke außer Betrieb) · Abzweig geradeaus und nach rechts (Strecke außer Betrieb) |       |                                                             |                                                             |
| Strecke (außer Betrieb) · Betriebsstelle Streckenende (Strecke außer Betrieb)                                        |       | Anschluss Zuckerfabrik                                      | Anschluss Zuckerfabrik                                      |
| Haltepunkt / Haltestelle (Strecke außer Betrieb)                                                                     | 2,00  | Schwanenland (pl. Obory (vor 1940))                         | Schwanenland (pl. Obory (vor 1940))                         |
| Haltepunkt / Haltestelle (Strecke außer Betrieb)                                                                     | 2,85  | Oberfeld (pl. Obory)                                        | Oberfeld (pl. Obory)                                        |
| Bahnhof (Strecke außer Betrieb)                                                                                      | 3,83  | Neuhöfen (pl. Nowy Dwór Kwidzyński)                         | Neuhöfen (pl. Nowy Dwór Kwidzyński)                         |
| Kreuzung geradeaus unten (Strecken außer Betrieb)                                                                    |       | Bahnstrecke Schmentau–Marienwerder                          | Bahnstrecke Schmentau–Marienwerder                          |
| Haltepunkt / Haltestelle (Strecke außer Betrieb)                                                                     | 4,81  | Neuhöfen Hp (pl. Nowy Dwór Kwidzyński Przystanek)           | Neuhöfen Hp (pl. Nowy Dwór Kwidzyński Przystanek)           |
| Haltepunkt / Haltestelle (Strecke außer Betrieb)                                                                     | 5,10  | Neuhöfen Sägewerk (pl. Nowy Dwór Kwidzyński Tartak)         | Neuhöfen Sägewerk (pl. Nowy Dwór Kwidzyński Tartak)         |
| Haltepunkt / Haltestelle (Strecke außer Betrieb)                                                                     | 6,48  | Klein Grabau Hp (pl. Grabówko Wąskotorowe)                  | Klein Grabau Hp (pl. Grabówko Wąskotorowe)                  |
| Bahnhof (Strecke außer Betrieb)                                                                                      | 7,82  | Klein Grabau (pl. Grabowo Małe)                             | Klein Grabau (pl. Grabowo Małe)                             |
| Bahnhof (Strecke außer Betrieb)                                                                                      | 9,31  | Groß Grabau (pl. Grabowo Duże)                              | Groß Grabau (pl. Grabowo Duże)                              |
| Haltepunkt / Haltestelle (Strecke außer Betrieb)                                                                     | 10,58 | Kanitzken (Kunkenau) Hp (pl. Kaniczki Przystanek)           | Kanitzken (Kunkenau) Hp (pl. Kaniczki Przystanek)           |
| Bahnhof (Strecke außer Betrieb)                                                                                      | 11,46 | Kanitzken (Kunkenau) (pl. Kaniczki)                         | Kanitzken (Kunkenau) (pl. Kaniczki)                         |
| Bahnhof (Strecke außer Betrieb)                                                                                      | 13,20 | Weichselburg (pl. Wiśliny)                                  | Weichselburg (pl. Wiśliny)                                  |
| Haltepunkt / Haltestelle (Strecke außer Betrieb)                                                                     | 14,70 | Groß Nebrau (Neuenburg) Hp (pl. Nebrowo Wielkie Przystanek) | Groß Nebrau (Neuenburg) Hp (pl. Nebrowo Wielkie Przystanek) |
| Bahnhof (Strecke außer Betrieb)                                                                                      | 15,88 | Groß Nebrau (Neuenburg) (pl. Nebrowo Wielkie)               | Groß Nebrau (Neuenburg) (pl. Nebrowo Wielkie)               |
| Bahnhof (Strecke außer Betrieb)                                                                                      | 17,58 | Klein Nebrau (Neuenburg) (pl. Nebrowo Małe)                 | Klein Nebrau (Neuenburg) (pl. Nebrowo Małe)                 |
| Haltepunkt / Haltestelle (Strecke außer Betrieb)                                                                     | 18,70 | Stangendorf Hp (pl. Glina Przystanek)                       | Stangendorf Hp (pl. Glina Przystanek)                       |
| Bahnhof (Strecke außer Betrieb)                                                                                      | 19,20 | Stangendorf (pl. Glina)                                     | Stangendorf (pl. Glina)                                     |
| Kopfbahnhof Streckenende (Strecke außer Betrieb)                                                                     | 20,46 | Russenau (pl. Rusinowo Wąskotorowe)                         | Russenau (pl. Rusinowo Wąskotorowe)                         |
| |       |                                                             |                                                             |
| Quellen: |       |                                                             |                                                             |

| Strecke (außer Betrieb)                                                                       |          | von Russenau (pl. Rusinowo Wąskotorowe)                    | von Russenau (pl. Rusinowo Wąskotorowe)                    |
| Abzweig geradeaus und von rechts (Strecke außer Betrieb)                                      |          | von Marienwerder Klbhf (pl. Kwidzyn Wąskotorowy)           | von Marienwerder Klbhf (pl. Kwidzyn Wąskotorowy)           |
| Bahnhof (Strecke außer Betrieb)                                                               | 0,0      | Mareese (pl. Mareza)                                       | Mareese (pl. Mareza)                                       |
| Bahnhof (Strecke außer Betrieb)                                                               | 3,0      | Kurzebrack Ziegelei (pl. Korzeniewo Cegielnia)             | Kurzebrack Ziegelei (pl. Korzeniewo Cegielnia)             |
| Bahnhof (Strecke außer Betrieb)                                                               | 3,8      | Kurzebrack (pl. Korzeniewo)                                | Kurzebrack (pl. Korzeniewo)                                |
| Abzweig geradeaus und nach links (Strecke außer Betrieb)                                      |          | zum Hafen Kurzebrack                                       | zum Hafen Kurzebrack                                       |
| Bahnhof (Strecke außer Betrieb)                                                               | 6,1      | Ziegellack (pl. Lipianki)                                  | Ziegellack (pl. Lipianki)                                  |
| Haltepunkt / Haltestelle (Strecke außer Betrieb)                                              | 7,0      | Sechsseelen (pl. Gniewskie Pole Kolonia)                   | Sechsseelen (pl. Gniewskie Pole Kolonia)                   |
| Bahnhof (Strecke außer Betrieb)                                                               | 7,8      | Mewischfelde (pl. Gniewskie Pole)                          | Mewischfelde (pl. Gniewskie Pole)                          |
| Haltepunkt / Haltestelle (Strecke außer Betrieb)                                              | 8,6      | Mewischfelde Hp (pl. Gniewskie Pole Działki)               | Mewischfelde Hp (pl. Gniewskie Pole Działki)               |
| Bahnhof (Strecke außer Betrieb)                                                               | 10,2     | Groß Weide Süd (pl. Pastwa Południowa)                     | Groß Weide Süd (pl. Pastwa Południowa)                     |
| Haltepunkt / Haltestelle (Strecke außer Betrieb)                                              | 10,5     | Groß Weide (pl. Pastwa)                                    | Groß Weide (pl. Pastwa)                                    |
| Strecke von links (außer Betrieb) · Abzweig geradeaus und nach rechts (Strecke außer Betrieb) |          | Abzweig nach Gurcz von 1927 bis 31. Dezember 1985          | Abzweig nach Gurcz von 1927 bis 31. Dezember 1985          |
| Bahnhof (Strecke außer Betrieb) · Strecke (außer Betrieb)                                     | 10,6     | Groß Weide Nord (pl. Pastwa Północna)                      | Groß Weide Nord (pl. Pastwa Północna)                      |
| Bahnhof (Strecke außer Betrieb) · Haltepunkt / Haltestelle (Strecke außer Betrieb)            | 12,0     | Groß Weide Siedlung (pl. Pastwa Działki)                   | Groß Weide Siedlung (pl. Pastwa Działki)                   |
| Bahnhof (Strecke außer Betrieb) · Strecke (außer Betrieb)                                     | 13,6     | Gutsch (ab 1920 Zandersfelde) (pl. Gurcz)                  | Gutsch (ab 1920 Zandersfelde) (pl. Gurcz)                  |
| Strecke nach links (außer Betrieb) · Abzweig geradeaus und von rechts (Strecke außer Betrieb) |          | Abzweig nach Gutsch vom 23. August 1905 bis 1. Januar 1920 | Abzweig nach Gutsch vom 23. August 1905 bis 1. Januar 1920 |
| Bahnhof (Strecke außer Betrieb)                                                               | 12,4     | Kramershof (pl. Kramrowo)                                  | Kramershof (pl. Kramrowo)                                  |
| Bahnhof (Strecke außer Betrieb)                                                               | 13,7     | Johannisdorf (pl. Janowo)                                  | Johannisdorf (pl. Janowo)                                  |
| Bahnhof (Strecke außer Betrieb)                                                               | 15,8     | Rechtes Weichselufer (pl. Prawy Brzeg Wisły (Gniew))       | Rechtes Weichselufer (pl. Prawy Brzeg Wisły (Gniew))       |
| Eisenbahnfähre (Strecke außer Betrieb)                                                        |          | Weichsel (pl. Wisła)                                       | Weichsel (pl. Wisła)                                       |
| Bahnhof (Strecke außer Betrieb)                                                               | 16,2     | Linkes Weichselufer (pl. Lewy Brzeg Wisły (Gniew))         | Linkes Weichselufer (pl. Lewy Brzeg Wisły (Gniew))         |
| Bahnhof (Strecke außer Betrieb)                                                               | 16,8     | Mewe Unterschloss (pl. Gniew Podzamcze)                    | Mewe Unterschloss (pl. Gniew Podzamcze)                    |
| Bahnhof (Strecke außer Betrieb)                                                               | 17,2     | Mewe Stadt (pl. Gniew Wąskotorowy)                         | Mewe Stadt (pl. Gniew Wąskotorowy)                         |
| Bahnhof (Strecke außer Betrieb)                                                               | 18,7     | Mewe Vorstadt (pl. Gniew Przedmieście)                     | Mewe Vorstadt (pl. Gniew Przedmieście)                     |
| Bahnhof (Strecke außer Betrieb)                                                               | 21,2     | Warmhof (pl. Ciepłe)                                       | Warmhof (pl. Ciepłe)                                       |
| Bahnhof (Strecke außer Betrieb)                                                               | 24,4     | Groß Grünhof Hp (pl. Wielkie Gronowo p.o.)                 | Groß Grünhof Hp (pl. Wielkie Gronowo p.o.)                 |
| Bahnhof (Strecke außer Betrieb)                                                               | 0,0 25,8 | Groß Grünhof (pl. Wielkie Gronowo)                         | Groß Grünhof (pl. Wielkie Gronowo)                         |
| Abzweig geradeaus und nach links (Strecke außer Betrieb) · Strecke von rechts (außer Betrieb) |          |                                                            |                                                            |
| Strecke (außer Betrieb) · Kopfbahnhof Streckenende (Strecke außer Betrieb)                    | 3,0      | Sprauden (pl. Szprudowo)                                   | Sprauden (pl. Szprudowo)                                   |
| Bahnhof (Strecke außer Betrieb)                                                               | 27,1     | Klein Grünhof (pl. Małe Gronowo)                           | Klein Grünhof (pl. Małe Gronowo)                           |
| Bahnhof (Strecke außer Betrieb)                                                               | 29,7     | Groß Falkenau (pl. Wielkie Walichnowy Wąskotorowe)         | Groß Falkenau (pl. Wielkie Walichnowy Wąskotorowe)         |
| Strecke (außer Betrieb)                                                                       |          | Anschluss an die Zuckerfabrikbahn Pelplin                  | Anschluss an die Zuckerfabrikbahn Pelplin                  |
|                                                                                               |          |                                                            |                                                            |
| Quellen:                                                                                      |          |                                                            |                                                            |

Die Marienwerder Kleinbahnen betrieben Schmalspurbahnen beiderseits der Weichsel im Landkreis Marienwerder, der ursprünglich zur Provinz Westpreußen, seit 1920 zu Ostpreußen gehörte.
Die Strecke wurde zum 31. Dezember 1985 eingestellt und bis 1989 vollständig abgebaut.

## Aufbau des Netzes
Ende des 19. Jahrhunderts umfasste der Kreis Marienwerder in der Provinz Westpreußen Gebietsteile beiderseits der Weichsel. Während links des Flusses schon seit 1852 die Strecke Dirschau–Bromberg der Preußischen Ostbahn in Betrieb war, erhielt der rechtsufrige Teil des Kreises mit der Kreisstadt erst 1883 einen Bahnanschluss durch die Strecke Marienburg–Graudenz der Preußischen Staatsbahn. Zwar kamen nach der Jahrhundertwende weitere Strecken hinzu, jedoch fehlte eine Bahnverbindung über die Weichsel, bis 1909 die Staatsbahn Marienwerder–Schmentau eröffnet wurde.
Inzwischen hatte die Kleinbahn-AG Marienwerder beiderseits der Weichsel Kleinbahnstrecken errichtet. Die Gesellschaft war im Jahr 1900 durch den Preußischen Staat, die Provinz Westpreußen, den Kreis Marienwerder und die Ostdeutsche Eisenbahn-Gesellschaft in Königsberg gegründet worden.
Die ersten Strecken wurden am 28. September 1901 eröffnet. Vom Kleinbahnhof nahe dem Staatsbahnhof Marienwerder führte die Trasse 3,5 Kilometer südlich um die Stadt herum nach Mareese, dem Sitz der Bahnverwaltung, wo sich die Strecken verzweigten. Die südliche führte flussaufwärts bis nach Groß Nebrau (16 km), wo eine Fähre die Verbindung zum jenseitigen Ufer nach der Kleinstadt Neuenburg, seit 1906 ebenfalls Endpunkt einer Kleinbahn, herstellte. Nach weiteren vier Kilometern war der Endpunkt Russenau erreicht.
Die nördliche Strecke verlief gerade zur Weichsel bei Kurzebrack (4 km), wo ein Stichgleis den Hafen anschloss, danach nach Norden über Groß Weide (11 km) nach Kramershof, wo eine Güterbahn nach Gutsch abzweigte. Über Kramershof ging die Strecke weiter bis zu einem Endpunkt am Flussufer (16 km) gegenüber der Kleinstadt Mewe. Ein Trajekt für Eisenbahn und Fuhrwerke übernahm die Weiterbeförderung der Fahrgäste und Güter ans rechte Ufer. Dafür waren ein Fährdampfer, eine Dampfbarkasse und eine Schnellfähre von der Kleinbahn-Gesellschaft beschafft worden.
Von der Station am linken Ufer fuhren seit dem 26. Oktober 1903 (?) Kleinbahnzüge zum Stadtbahnhof Mewe, wo seit dem 5. Januar 1905 die Staatsbahn von Morroschin kommend endete. Ein Anschlussgleis führte zur Zuckerfabrik Nichtsfelde.
Von Mewe Stadt führte die Kleinbahn weiter nach Norden über Groß Grünhof, wo eine Güterbahn abzweigte, bis Groß Falkenau (14 km). Der Betrieb wurde hier zwischen 1903 und dem 23. September 1905 eröffnet. Es kam jedoch nicht zu einem Anschluss an das umfangreiche Netz der Westpreußischen Kleinbahnen, deren südlichster Punkt nur sieben Kilometer nördlich lag.
Die Betriebsführung wurde der Ostdeutschen Eisenbahn-Gesellschaft (ODEG) in Königsberg übertragen.
1914 befuhr die Kleinbahn ein Streckennetz von 54 Kilometern Länge mit je drei bis vier Zugpaaren am Tage; weitere fünf Kilometer dienten ausschließlich dem Güterverkehr:
- a) Marienwerder Klb – Mareese 3,5 km
- b) Mareese – Groß Weide – Kramershof – Mewe rechtes Ufer 15,8 m
- c) Mewe linkes Ufer – Mewe Stadt – Groß Grünhof – Groß Falkenau 14,0 km
- d) Mareese – Groß Nebrau – Russenau 20,4 km
- e) Groß Grünhof – Sprauden III (Güterbahn) 3,0 km
- f) Kramershof – Gutsch (Güterbahn) 1,8 km

Es standen 7 Lokomotiven, 16 Personen- und Packwagen sowie 126 Güterwagen zur Verfügung.

## Anpassung an die neue Grenze
Die neue Grenzziehung nach dem Ersten Weltkrieg wurde Anfang 1920 verwirklicht. Das linke Weichselufer wurde polnisch, dazu noch eine Art „Brückenkopf“ gegenüber der Stadt Mewe, der Johannisdorf und vier weitere Dörfer umfasste. Der verkleinerte Kreis Marienwerder wurde an die Provinz Ostpreußen angeschlossen.
Weil die nördliche Strecke jenseits von Groß Weide ebenso wie die Güterbahn Kramershof–Gutsch von der Grenze durchschnitten wurden, wurde von Groß Weide eine Strecke nach Gutsch (Zandersfelde) gebaut, die am 20. Dezember 1927 eröffnet werden konnte. Die dortige Zuckerrübenverladung war so bedeutend, dass auf einen Bahnanschluss nicht verzichtet werden konnte.
Die in Polen liegenden Abschnitte wurden für den Personenverkehr vollständig stillgelegt; für den Güterverkehr der Zuckerfabrik Pelplin blieb die Strecke von Groß Falkenau bis etwa vier Kilometer nördlich von Mewe erhalten; sie wurde an die Rübenbahnen dieser Zuckerfabrik angeschlossen. Alle übrigen Strecken auf polnischem Gebiet wurden abgebaut.
In der Zeit vor dem Zweiten Weltkrieg besaß die Kleinbahn-Gesellschaft ein Netz von 37 Kilometern Länge:
- a) Marienwerder Klb – Mareese 3,5 km (nur Güterzüge)
- b) Mareese – Groß Weide – Gutsch 13,5 km
- c) Mareese – Groß Nebrau – Russenau 20,4 km

Es verkehrten nur zwei, an manchen Wochentagen drei Zugpaare. Nach Gutsch, das später in Zandersfelde umbenannt wurde, fuhren Personenzüge, dagegen nicht mehr zwischen Marienwerder und dem am westlichen Stadtrand unterhalb des Ordensschlosses gelegenen Bahnhof Mareese.
Im Jahre 1939 standen folgende Fahrzeuge zur Verfügung: fünf Dampflokomotiven, elf Personen-, zwei Pack- und 74 Güterwagen.

## Strecken
Streckendetails:

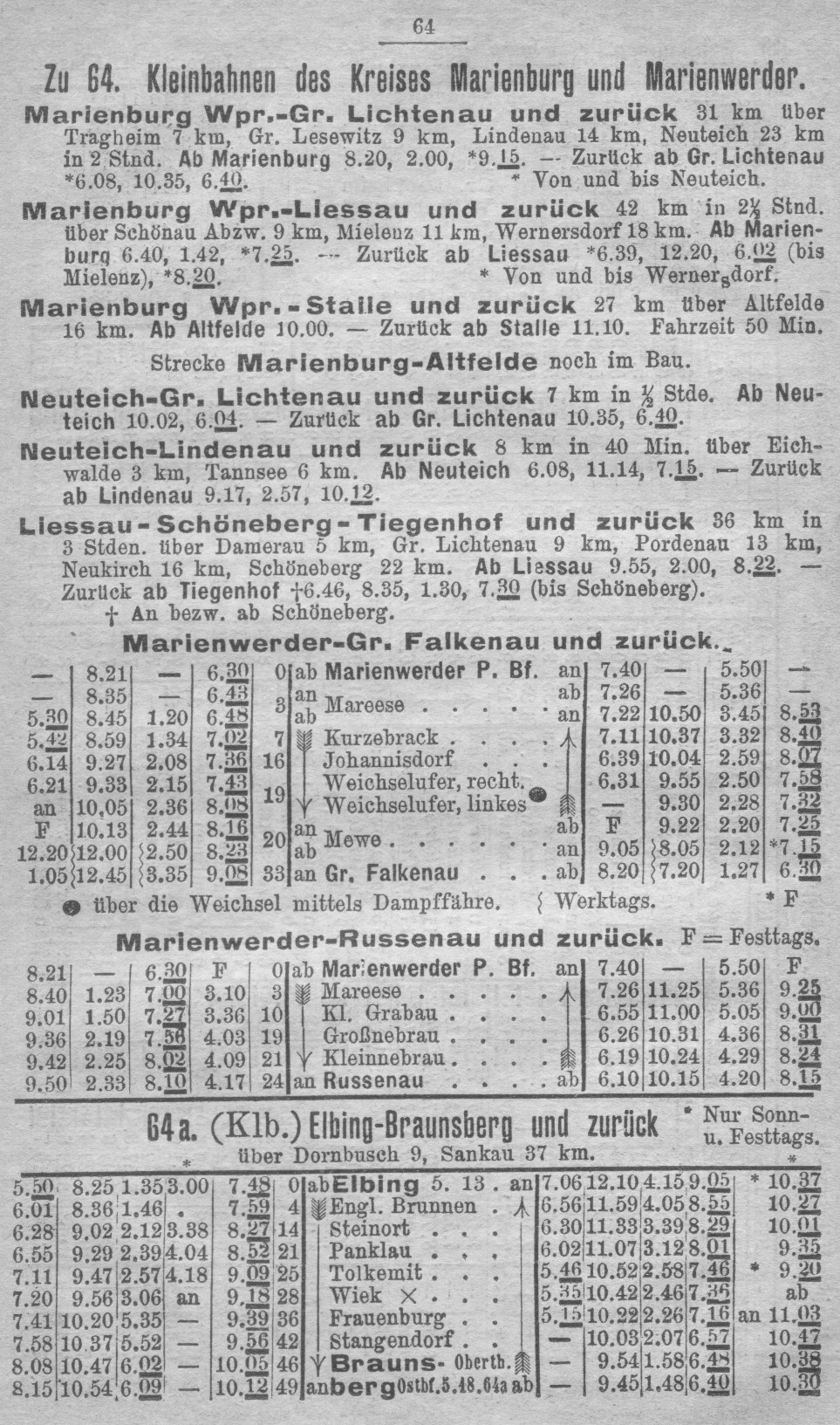
Fahrplanbild der Marienwerder Kleinbahnen

- Abschnitt Mareese–Russenau (Mareza–Rusinowo Wąskotorowe)
  - Eröffnung am 28. September 1901; Spurweite: 750 mm
  - Einstellung des Personen- und Güterverkehrs am 31. Dezember 1985

Im Betriebswerk Mareese blieben die Lokomotiven Lyd1 215 und 310 sowie der Dieseltriebwagen MBd1–134, der 1987 in das Eisenbahnmuseum nach Sochaczew gebracht wurde. Der Abbau des Bahnhofes in Mareese war im April 1989 abgeschlossen, die letzten Abbauzüge fuhren am 7. und 8. März 1989. Der Abbau der Strecke war am 1. April 1989 beendet.
- Abschnitt Mareese–Marienwerder Klbhf (Mareza–Kwidzyn Wąskotorowy)
  - Eröffnung am 28. September 1901 (ungesichert)
  - Abbau der Strecke 1989

- Abschnitt Mareese–Groß Weide Süd (Mareza–Pastwa Południowa)
  - Eröffnung 28. September 1901; Spurweite: 750 mm
  - 31. Dezember 1985: Einstellung Personen- und Güterverkehr

- Abschnitt Groß Weide Süd–Groß Falkenau (Pastwa Południowa–Wielkie Walichnowy)
  - Eröffnung 23. August 1905; Spurweite: 750 mm[6]
  - unbekannt (etwa 1910): Einstellung des Fahrgastverkehrs[6]
  - nach 1920: Teilabschnitt Pastwa Południowa–Ciepłe (Groß Weide Süd–Warmhof) abgebaut und Teilabschnitt Ciepłe–Wielkie Walichnowy (Warmhof–Groß Falkenau) von der Zuckerfabrikbahn Pelplin übernommen und weiterbetrieben[3][6]
  - vor 1972: Teilabschnitt Ciepłe–Wielkie Walichnowy (Warmhof–Groß Falkenau) abgebaut[6]

## Weitere Maßnahmen
1948 gab es Pläne, eine Verbindungsbahn zu den Schmalspurbahnen um Danzig zu bauen. Die Bauarbeiten scheinen begonnen zu haben, wurden jedoch nie fertiggestellt. Schienenbusse mit Dieselantrieb wurden 1959 eingeführt und die Dampftraktion endete 1966.